# الأضواء (فلم)
الأضواء هو فيلم مصري عرض عام 1972، بطولة يحيى شاهين وناهد يسري، ومن تأليف وإخراج حسين حلمي المهندس.

## قصة الفيلم
تنبهر الفتاة الريفية هناء بأضواء السينما، يقوم أحد المخرجين بتصوير لقطات من فيلمه بالقرية، تتعرف هناء بطماطم حائكة ملابس الممثلة المشهورة سالي بطلة الفيلم، تعدها طماطم بمساعدتها. وتعمل خادمة في منزل سالي لعل حلمها يتحقق، تلتقي عندها بمراد الذي يستغلها ويدفعها للعمل في الكباريهات.

## طاقم التمثيل
- يحيى شاهين: (مراد)
- ناهد يسري: (هناء)
- أحمد مرعي: (مجدي - الرسام)
- مريم فخر الدين: (سالي)
- نبيلة السيد: (فاطمة "طماطم")
- محمد نوح: (عادل)
- كمال الشناوي: (ضيف شرف)
- ناهد شريف: (ضيفة شرف)
- أمينة رزق: (ضيفة شرف)
- توفيق الدقن: (ضيف شرف)
- صلاح نظمي: (ضيف شرف)
- يوسف فخر الدين: (ضيف شرف)
- عبد العظيم عبد الحق: (ضيف شرف)
- عواطف يوسف: (ضيفة شرف)
- رجاء يوسف: (راقصة)
- سامي واصف
- محمد أباظة
- سمير نوار
- فاروق يوسف
- وسيلة حسين
- سمير ولي الدين
- عزت المشد
- فتحي عزت
- مصطفى الزناتي
- سميرة سالم
- حمدي مرسي
- حسن أنيس
- أشرف السرتي
- عبد القادر حسين
- عبد المنعم عبد الرحمن

## فريق العمل
- إخراج: حسين حلمي المهندس
- تأليف: حسين حلمي المهندس
- مدير التصوير: فيكتور أنطون
- مونتاج: حسين عفيفي
- موسيقى تصويرية: فؤاد الظاهري
- إنتاج: المؤسسة المصرية العامة للسينما (عبد السلام موسى)
- توزيع: المؤسسة المصرية العامة للسينما